# Tesarius oregonensis
Tesarius oregonensis är en skalbaggsart som beskrevs av Cartwright 1955. Tesarius oregonensis ingår i släktet Tesarius och familjen Aphodiidae. Inga underarter finns listade i Catalogue of Life.